# Euptera semirufa
Euptera semirufa is een vlinder van de familie van de Nymphalidae, van de onderfamilie van de Limenitidinae. De wetenschappelijke naam van de soort is voor het eerst voorgesteld door James John Joicey en George Talbot in een publicatie uit 1921.
Deze vlinder komt voor in de bossen van Noordoost-Congo-Kinshasa